# Гиоргадзе, Авксентий
Авксентий (Аквсенти) Гиоргадзе (груз. აქვსენტი გიორგაძე, родился 4 июня 1976 года в Кутаиси) — грузинский профессиональный регбист, известный по выступлениям на позиции хукера в чемпионате Франции Топ-14 и за национальную сборную Грузии. Старший брат регбиста Ираклия Гиоргадзе. Как тренер известен по работе в сборной Франции на посту тренера хукеров; с 2015 года в тренерском штабе клуба «Ла-Рошель».

## Биография
Большую часть карьеры Гиоргадзе отыграл во Франции: до этого он выступал с 2000 по 2005 годы за итальянский «Ровиго» в Топ-12. С 2005 по 2011 годы представлял «Кастр Олимпик» из Топ-14, с августа по декабрь представлял «Мазаме» в Федераль 2, сезон 2011/2012 отыграл в «Тулузе» и стал с ней чемпионом Франции. Карьеру завершал в клубе «Турнефёй» из Федераль 2.
За сборную Грузии Гиоргадзе отыграл 62 матча и набрал 60 очков благодаря 12 попыткам. Его дебют выпал на 12 апреля 1996 года, на матч против Чехии. Со сборной Грузии Гиоргадзе выступил на трёх Кубках мира: 2003 (4 матча), 2007 (4 матча, попытка в игре против Намибии) и 2011 годов (2 матча). Последний матч он сыграл 2 октября 2011 года против Аргентины на чемпионате мира в Новой Зеландии.
После завершения карьеры игрока Гиоргадзе занялся тренерской деятельностью, специализируясь на подготовке нападающих (а именно хукеров для розыгрыша коридоров). С 2012 по 2015 годы он был тренером по физподготовке хукеров сборной Франции по регби. Аналогичные должности он занимал в «Стад Рошле», «Тулузе» и «Коломье».
В 2015 году Гиоргадзе заключил двухлетний контракт с клубом «Ла Рошель» и стал тренером подготовки хукеров в клубе, отказавшись от сотрудничества с другими командами или совмещения поста где-нибудь ещё. В сезоне 2016/2017 его клуб дошёл до полуфинала Топ-14, проиграв там «Тулону», а на ежегодной церемонии «Ночь регби» Гиоргадзе и его коллеги по штабу Патрис Коллацо и Хавьер Гарбахоса удостоились премии «Лучший тренерский штаб Топ-14» по итогам сезона 2016/2017. В ноябре 2017 года Авксентий Гиоргадзе продлил контракт с клубом до 2022 года.
2 июля 2021 года Гиоргадзе был назначен консультантом по схватке южноафриканского клуба «Шаркс».